# 190er v. Chr.
Portal Geschichte | Portal Biografien | Aktuelle Ereignisse | Jahreskalender | Tagesartikel

◄ |
1. Jahrtausend v. Chr. |

◄ |
3. Jh. v. Chr. |
2. Jahrhundert v. Chr. |
1. Jh. v. Chr. |
►

◄ | 220er v. Chr. | 210er v. Chr. | 200er v. Chr. | 190er v. Chr. |
180er v. Chr. |
170er v. Chr. |
160er v. Chr. |
►

199 v. Chr. |
198 v. Chr. |
197 v. Chr. |
196 v. Chr. |
195 v. Chr. |
194 v. Chr. |
193 v. Chr. |
192 v. Chr. |
191 v. Chr. |
190 v. Chr.

## Ereignisse
- 197 v. Chr.: Philipp V. wird an den Hundsköpfen (Schlacht von Kynoskephalai) von den Römern geschlagen.
- 196 v. Chr.: Der Stein von Rosette wird behauen, der später aufgrund seiner Dreisprachigkeit zum wichtigen Dokument bei der Entschlüsselung der Hieroglyphen wird.
- 191 v. Chr.: Römer schlagen bei den Thermopylen den Seleukidenkönig Antiochos III. der Große vernichtend.
- In Europa verbreitet sich die Verwendung von Hufeisen.